# Himlen i min famn
Himlen i min famn är en julsång skriven av Carola Häggkvist (melodi) och Erik Hillestad (text), och inspelad av Carola Häggkvist på julalbumet Jul i Betlehem från 1999.
I sången antar jag-personen rollen som Maria, sittande med den nyfödde Jesus i famnen samtidigt som hon funderar över Betlehemsstjärnan och ängeln. Texten reflekterar över det allmänmänskliga mysteriet kring födseln av ett barn, dess gudomliga karaktär, barnets ursprung och dess betydelse för världen.
2007 spelades den in av One Nation och Krista Jones på albumet A Gospel Christmas with One Nation & Krista Jones.
Trion  Sanna, Shirley, Sonja spelade 2010 in sången på albumet Vår jul.